# Tuta
Tuta je priimek več znanih Slovencev, predvsem v zamejstvu (Italija):
- Alenka Rebula Tuta (*1953), pesnica, pisateljica, psihologinja, strokovna publicistka
- Igor Tuta (*1945), radijski urednik in režiser, publicist
- Jasna Tuta (*1980), zamejska jadralka, popotnica, publicistka/potopiska
- Slavko (Venceslav) Tuta (1908—1980), protifašist (Tigrovec), ekonomist, publicist
- Vera Tuta (*1947), slavistka in kulturna delavka